# Episparis taiwana
Episparis taiwana là một loài bướm đêm trong họ Erebidae.

## Hình ảnh

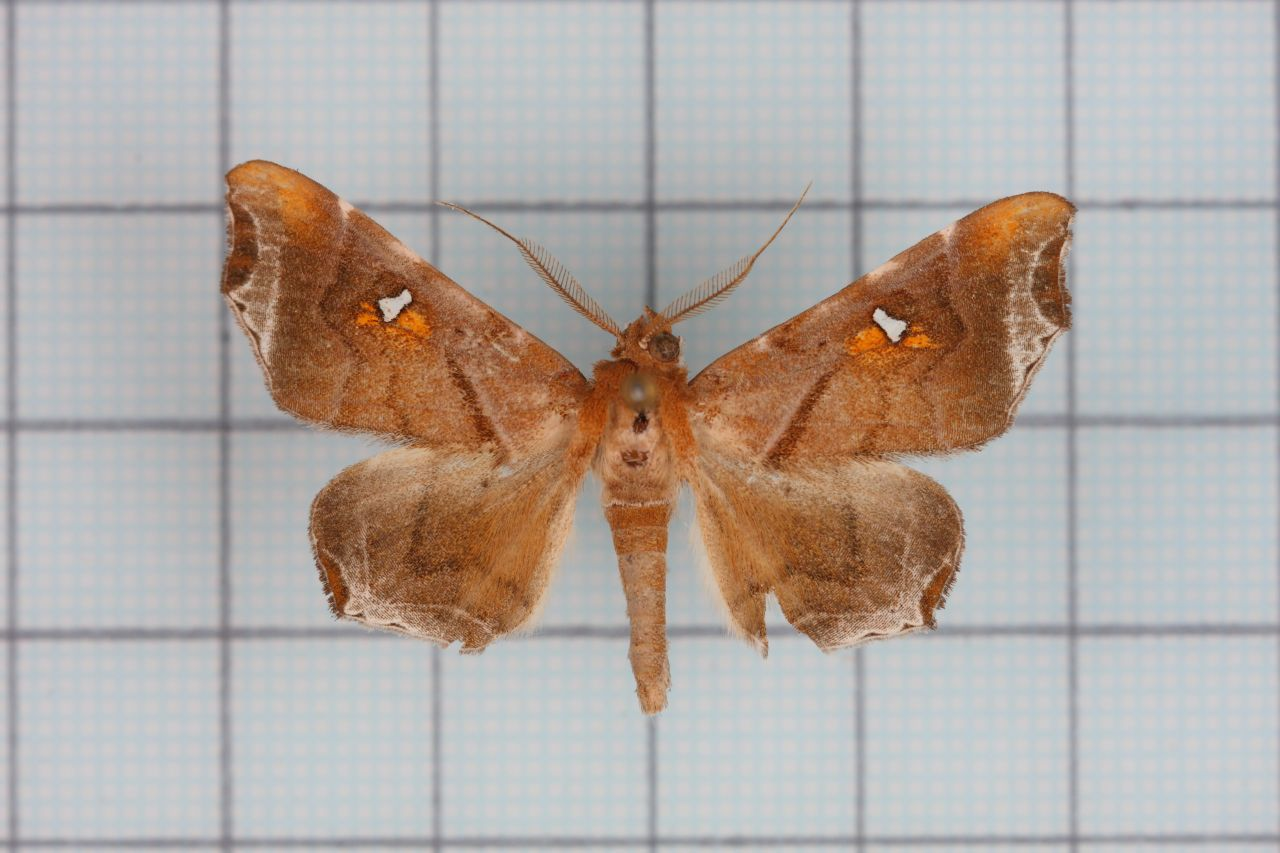
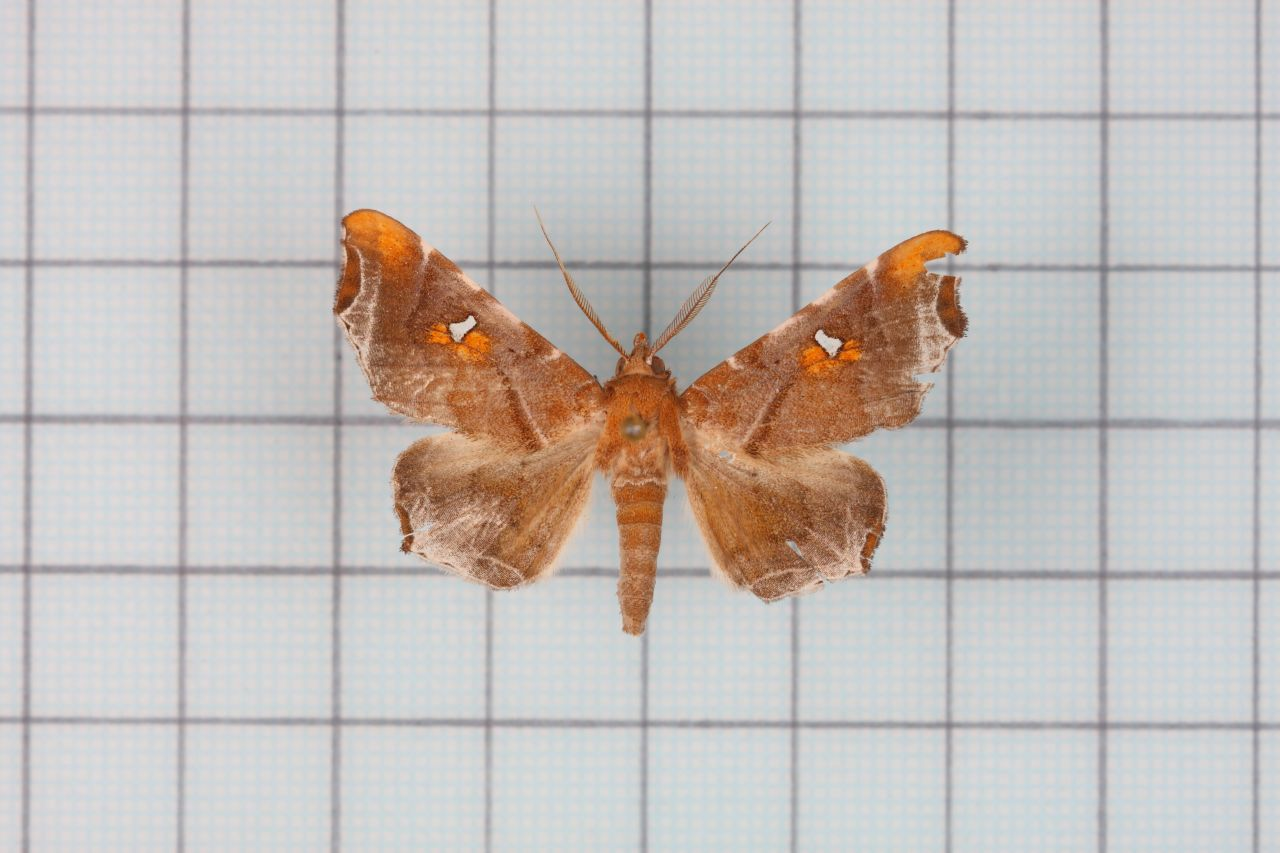